# فريدريك غونارسون
فريدريك غونارسون (بالسويدية: Fredrik Gunnarsson)‏ هو ممثل سويدي، ولد في 4 سبتمبر 1965 في Oxelösund ‏ في السويد.

## وصلات خارجية
- فريدريك غونارسون على موقع IMDb (الإنجليزية)
- فريدريك غونارسون على موقع أول موفي (الإنجليزية)
- فريدريك غونارسون على موقع قاعدة بيانات الأفلام السويدية (السويدية)
- فريدريك غونارسون على موقع قاعدة بيانات الفيلم (الإنجليزية)
- فريدريك غونارسون على موقع كينوبويسك (الروسية)